# Cochise County
Cochise County är ett county och ligger i sydöstra delen av delstaten Arizona i USA. Countyt har fått sitt namn efter Cochise, en ledare bland Chiricahuaapacherna. Enligt folkräkningen år 2010 var countyts folkmängd 131 346. Den administrativa huvudorten (county seat) är Bisbee men den kanske mest kända staden är Tombstone där den berömda revolverstriden vid O.K. Corral ägde rum 1881. 
Chiricahua nationalmonument ligger i countyt. 

## Geografi
Enligt United States Census Bureau så har countyt en total area på 16 107 km². 15 979 km² av den arean är land och 128 km² är vatten.

### Angränsande countyn
- Santa Cruz County, Arizona - sydväst
- Pima County, Arizona - väst
- Graham County, Arizona - nord
- Greenlee County, Arizona - nordöst
- Hidalgo County, New Mexico - öst
- gränsar till Mexiko i syd